# Сильницы (станция)
Си́льницы — железнодорожная станция Ярославского региона Северной железной дороги, расположенная в деревне Малиновка Ростовского района Ярославской области. Названа по одноимённой деревне, которая в реальности располагается рядом с остановочным пунктом 187 километр, расположенным на 3,5 км южнее станции.
От станции отходят ветки для грузовых составов на запад к посёлкам Горному, Заводскому, Лесному и на восток к деревне Осник.
Станция является промежуточным остановочным пунктом для электропоездов сообщением Ярославль — Рязанцево, Ярославль — Александров, Ростов — Александров. Поезда дальнего следования на станции не останавливаются.
На станции имеются 2 низкие платформы: боковая и островная между 3 и 4 путями.